# Gentle Giant
A Gentle Giant brit progresszív/jazz/hard/experimental rock-együttes volt. 1970-ben alakultak meg Londonban. Kultikus státuszt értek el, annak ellenére, hogy kereskedelmi szempontból nem voltak túlzottan sikeresek. 1980-ban feloszlottak. Akadt már olyan eset is, mikor a rajongótábor (sikertelenül) megpróbálta rábeszélni a Gentle Giant-et, hogy tartsanak még egy koncertet. Zenéjükben a jazz, klasszikus zene, folk és soul műfajok is keveredtek.

## Története
A zenekart a három Shulman testvér alapította: Derek, Phil és Ray. Ők 1966-ban alapítottak egy "Simon Dupree and the Big Sound" nevű soul/pop együttest (amely korábban "The Howling Wolves", illetve "The Road Runners" neveken működött). Az együttes egy nagylemezt adott ki a Parlophone gondozásában, illetve egy Top 10-es slágerük is volt a "Kites" személyében. Azonban az együttes sikere zavarta a testvéreket, akik blue-eyed soul zenészeknek tartották magukat, és úgy érezték, hogy a sikerük "lényeg nélküli" és "hamis" volt. A Simon Dupree and the Big Sound végül 1969-ben feloszlott. A Gentle Giant 1970-ben alakult, amikor a Shulman testvérek összefogtak három másik zenésszel: Gary Green-nel, Kenny Minnear-ral és Martin Smith-szel, aki a Simon Dupree and the Big Sound-ban játszott. A zenekar tíz éves pályafutása alatt tizenegy nagylemezt adott ki. 1977-es nagylemezükön olyan stílusokkal kísérleteztek, amelyek eddig nem szerepeltek a zenéjükben, például a punk rock vagy a pop. Az 1978-as albumukon pop rockot játszottak, amely nem nyerte el sem a közönség, sem a kritikusok tetszését, és mára "szégyenfoltnak" számít a zenekar diszkográfiájában. Utolsó, 1980-as nagylemezükön pedig hard rockot játszottak.

## Tagok
- Gary Green – gitár, mandolin, ének, basszusgitár, dob, xilofon (1970–1980)
- Kerry Minnear – billentyűk, ének (csak a lemezeken), cselló, vibrafon, xilofon, gitár, basszusgitár, dob (1970–80)
- Derek Shulman – ének, szaxofon, billentyűk, basszusgitár, dob, ütős hangszerek, "Shulberry" (3 húros elektronikus ukulele) (1970–1980)
- Phil Shulman – ének, szaxofon, trombita, mellofon, klarinét, ütős hangszerek (1970–1973)
- Ray Shulman – basszusgitár, trombita, hegedű, ének, viola, dob, ütős hangszerek, gitár (1970–1980)
- Martin Smith – dob, ütős hangszerek (1970–1971; 1997-ben elhunyt)[6]
- Malcolm Mortimore – dob, ütős hangszerek (1971–1972)
- John "Pugwash" Weathers – dob, ütős hangszerek, vibrafon, xilofon, ének, gitár (1972–1980)

## Diszkográfia

### Stúdióalbumok
- Gentle Giant (1970)
- Acquiring the Taste (1971)
- Three Friends (1972)
- Octopus (1972)
- In a Glass House (1973)
- The Power and the Glory (1974)
- Free Hand (1975)
- Interview (1976)
- The Missing Piece (1977)
- Giant for a Day! (1978)
- Civilian (1980)